# 低磁場核磁気共鳴
低磁場核磁気共鳴（ていじばかくじききょうめい 英語: Low field NMR）または低磁場NMRは、低磁場を用いて分子の構造や運動状態などの性質を調べる核磁気共鳴（NMR）分析方法である。

## 概要
"低磁場核磁気共鳴"は目新しくはなく、超伝導電磁石が普及するまで使用されていた常伝導磁石や永久磁石を使用する核磁気共鳴分光計は現在の基準では"低磁場"に分類される。核磁気共鳴分光法では磁場強度が強いほど感度、分解能が高くなるため、超伝導磁石が主流になった。近年、液体ヘリウムの供給の逼迫や高磁場NMR装置開発の研究が飽和しつつあるなか、磁化の分極を高める分極磁場印加法や動的核偏極法の開発、さらには磁化の検出感度を高める超伝導量子干渉素子（SQUID）や光ポンピング磁力計の開発などにより、低磁場でのNMR信号の検出感度の飛躍的な向上により、低磁場NMRの研究が各地で進められる。
低磁場では分極される磁化が微小であるために信号強度が弱くなり、低周波であるために検出感度が低いので低磁場下でのNMR信号測定において高い感度を得るために、分極磁場印加法によりプロトン磁力計のように地磁気（∼50 μT）に対して約1000倍の分極磁場（歳差磁場）をNMR信号の測定前に印加して分極される磁化を増大させる。分極磁場は均質である必要がないものの、信号の読み取り時の外部磁場には均一性（∼1 nT/m）が要求される。高感度な検出器が必要ではあるものの、低磁場故にラーモア周波数が低く、信号強度が弱いので従来の誘導コイルでは不十分で、超伝導量子干渉計 (SQUID) や光ポンピング磁力計が使用される。
低磁場NMR装置には低磁場中での共鳴信号の低周波化に伴う周波数分解精度の問題などがあり、仮に静磁場を 1 mT とした場合、その核磁気共鳴周波数は ~43 kHz となる。離散フーリエ変換を用いる場合、その周波数分解能は時間長の逆数になるため、0.1 Hz の周波数分解を得るためには 0.01 s の時間長が必要になる。

## 高磁場核磁気共鳴と比較した長所・短所

### 長所
- 磁場の遮蔽が容易で強力な静磁場による力学的作用（ミサイル効果）および磁気的作用が軽微
- 高価な液体ヘリウムの補充が不要
- 機器の値段、維持費が安い

### 短所
- 信号雑音比（SNR）は大まかに静磁場強度に比例するため装置の他の全ての要素が同等だとした場合、低磁場NMRのSNRは相対的に低くなるので、信号の加算回数を増やす必要があり、測定時間が長くなる
- 分解能が劣る

## 用途
- 地質調査
- セキュリティ検査
- トンネル等の建造物の劣化の調査[6]